# Tommaso Arezzo
Tommaso Arezzo (Orbetello, 16 de dezembro de 1756 - Roma, 3 de fevereiro de 1833) foi um cardeal e arcebispo católico italiano.

## Biografia
Ele nasceu em Orbetello em uma família aristocrática de Modica, seu pai Orazio era um oficial do exército das Duas Sicílias, ex-ministro da guerra e prefeito de Nápoles, enquanto sua mãe, Maria Fitzgerald dos duques de Linster, era de origem irlandesa. Tommaso Arezzo estudou no colégio nazareno de Roma, dirigido pelos piaristas. Tornou-se príncipe da Accademia degli Incolti, dentro do mesmo colégio, em 1777. Ordenado sacerdote, foi chamado por Pio VI à prelatura pessoal; mais tarde tornou-se vice-legado de Bolonha, governador de Fermo, Perugia e Macerata. Finalmente, Pio VII nomeou-o delegado desta última cidade.
Pio VII confiou-lhe missões diplomáticas em São Petersburgo e Dresden; foi enviado para Berlim, quando a cidade prussiana foi ocupada pelas tropas de Napoleão (27 de outubro de 1806). Com a invasão de Roma pelas tropas francesas de Miollis (2 de fevereiro de 1808), Arezzo foi chamado de volta a Roma pelo Papa Pio VII, que o nomeou pró-governador da cidade. Ele sofreu, portanto, o destino dos outros funcionários da administração papal: preso e deportado para Bastia (abril de 1808).
Em 1813 conseguiu ir para a Sardenha, ilha não conquistada por Napoleão e onde residia Vittorio Emanuele I de Savoy que aproveitou sua experiência. Retornou a Roma após o retorno de Pio VII (24 de maio de 1814) e foi nomeado procomissário do Santo Ofício e membro da Congregação para a Reforma. Finalmente, no consistório de 8 de março de 1816, foi criado cardeal-sacerdote com o título de San Pietro in Vincoli e legado apostólico de Ferrara, cidade que governou com grande mansidão por quatorze anos. Cardeal-bispo de Sabina em 1820, voltou a Roma como vice-chanceler e recebeu o título de cardeal de San Lorenzo in Damaso em 1830. Morreu em 3 de fevereiro de 1833, aos 76 anos, e foi sepultado na basílica de São Lourenço em Dâmaso.

## Link externo
- Tommaso Arezzo
- catholic-hierarchy.org